# Yann Martel
Yann Martel (n. 25 iunie 1963, Salamanca, Castilia și León, Spania) este un  scriitor canadian de origine spaniolă renumit pentru romanul Life of Pi (în română Viața lui Pi). Bestsellerul international a fost vândut în mai mult de 12 milioane de exemplare în întreaga lume și s-a păstrat mai bine de un an pe lista bestsellerurilor de la New York Times și The Globe and Mail, pe lângă multe alte liste de lucrări de succes. Filmul Viața lui Pi, adaptare cinematografică a romanului, în regia taiwanezului Ang Lee, a obținut patru premii Oscar (cele mai multe pentru eveniment).
Scriitorul este și autorul romanelor The High Mountains of Portugal (în română Munții înalți ai Portugaliei), Beatrice and Virgil și Self (în română Însuși), a colecției de povestiri The Facts Behind the Helsinki Roccamatios și a unei colecții de scrisori numite 101 Letters to a Prime Minister adresate prim-ministrului Canadei. Scriitorul a câștigat mai multe premii literare, printre care și premiul Hugh MacLennan pentru Fictiune în 2001 și premiul pentru Literatura al asociației Asian/Pacific American Awards for Literature (APAAL) în 2002.
Yann Martel locuiește în orașul Saskatoon din provincia Saskatchewan (Canada) alături de scriitoarea Alice Kuipers și cei patru copii. 
Chiar dacă prima limbă a autorului este franceza, Yann Martel scrie operele sale în engleză: "Engleza este limba în care pot cel mai bine sa exprim subtilitățile vieții. Dar trebuie sa recunosc ca limba franceză îmi este cea mai aproape de suflet. Din aceeași cauza, limba engleză îmi oferă destulă distantă pentru a scrie."

## Biografie
Fiul unei familii de diplomați și scriitori franco-canadieni, Nicole Perron și Emile Martel, Yann Martel s-a născut în Salamanca, Spania, unde părintii săi erau studenți la Universitatea din Salamanca. Mama sa studia Științele Hispanice iar tatăl său își făcea doctoratul despre scriitorul și filozoful spaniol Miguel de Unamuno. Curând după nașterea sa, familia se mută cu traiul mai întâi în Coimbra, Portugalia; în Madrid, Spania; mai apoi în Fairbanks, Alaska și Victoria, Columbia Britanică, tatăl său fiind profesor la Universitățile din Alaska și respectiv Victoria. În continuare părintii săi s-au alăturat departamentului canadian pentru Relații Externe, tânărul Yann Martel crescând în diferite orașe ca San José (Costa Rica), Paris (Franța), Madrid (Spania) cu perioade în Ottawa (Canada) între diferitele misiuni. După ce absolvă Trinity College School în Port Hope, Ontario, în 1981, studiază filozofia la Trent University din Peterborough, provincia Ontario (Canada).
Adult întreprinde călătorii în Mexic, America de Sud, Iran, Turcia și India. A avut slujbe mărunte ca paznic la o parcare în Ottawa (Canada), spălător de vase sau agent de securitate la ambasada Canadei în Paris. A început a scrie încă de când era la universitate, compunând piese și povestiri scurte, care după spusele scriitorului erau "contaminate cu imaturitate și teribile", însă el a perseverat.
Yann Martel și-a mutat locul de trai, împreuna cu partenera sa scriitoarea Alice Kuipers, în orasul Saskatoon, Canada în anul 2003. 

## Viață literară
Creația scriitorului a fost publicata pentru prima data în 1988 în revista The Malahat Review, odată cu povestioara Mister Ali and the Barrelmaker. Aceeași revista a publicat și în 1990 povestioara autorului The Facts Behind the Helsinki Roccamatios, pentru care a și câștigat premiul Journey în 1991 și care a fost inclus în antologia Pushcart Prize pentru anii 1991-1992. În 1992 revista Malahat a publicat istorioara autorului The Time I Heard the Private Donald J. Rankin String Concerto with One Discordant Violin, by the American Composer John Morton, cu care a câștigat aurul la National Magazine Awards. Revista culturală Border Crossings a publicat povestioara Industrial Grandeur (în română Măreție Industrială) în 1993. În același an, o librărie din Ottawa ce îl invitase pe Yann Martel la o sesiune de lectură, a publicat o serie limitata a povestirilor autorului Seven Stories (în română Șapte Povestiri).
Scriitorul recunoaște meritul Consiliului de Arte al Canadei în promovarea carierei sale, acordându-i subvenții pentru a scrie în 1991 și 1997. În Nota Autorului din romanul său Viata lui Pi, Martel a scris: "Aș vrea sa-mi exprim gratitudinea față de acea instituție minunata, Consiliul de Arte al Canadei, fără al căror subvenție nu aș fi putut duce la capăt [Viata lui Pi]... Dacă noi, cetățenii, nu ne sprijinim artiștii, atunci ne sacrificam imaginația pe altarul realității crude și într-un final ajungem să nu credem în nimic și sa avem vise futile."
În 1993, Knopf Canada a publicat colecția The Facts Behind the Helsinki Roccamatios compusa din patru istorioare ale scriitorului: povestioara cu același nume, cât și The Time I Heard the Private Donald J. Rankin String Concerto ..., Manners of Dying (în română Feluri de a muri) și The Vita Aeterna Mirror Company. La prima publicație, colecția de istorioare a apărut în Canada, Marea Britanie, Franța, Olanda, Italia și Germania. 
Primul roman al autorului, Self (în română Însuși), a apărut în 1996 și a fost publicat în Canada, Marea Britanie, Olanda și Germania.
În prefața următorului său roman (Life of Pi), Martel întrebuințează experiența sa negativă cu romanul său Self: 
„In the spring of 1996, my second book, a novel, came out in Canada. It didn't fare well. Reviewers were puzzled, or damned it with faint praise. Then readers ignored it. Despite my best efforts at playing the clown or the trapeze artist, the media circus made no difference. The book did not move. Books lined the shelves of bookstores like kids standing in a row to play baseball or soccer, and mine was the gangly, unathletic kid that no one wanted on their team. It vanished quickly and quietly“
Viata lui Pi, cel de-al doilea roman al lui Yann Martel cu care și atinge succesul, a fost publicat pe 11 septembrie 2001. Martel fusese în New York în ziua precedenta publicației, plecând în seara de 10 septembrie spre Toronto pentru lansarea romanului în dimineața următoare. El primește în 2002 pentru această carte Man Booker Prize for Fiction iar cartea devine un bestseller în multe țări, petrecând 61 de săptămâni în topul The New York Times Bestseller List. Scriitorul a fost inspirat să scrie povestea unei călătorii într-o șalupă de salvare în compania unui animal sălbatic după lectura articolului consacrat nuvelei Max and the Cats (în română Max si Pisicile) a autorului Brazilian Moacyr Scliar în revista The New York Times Book Review. Inițial, Martel a fost subiectul unor critici din partea presei din Brazilia pentru ca nu s-a consultat preliminar cu Scliar. Martel a menționat ca nu a putut fura dintr-o opera pe care nu o citise în momentul în care a scris Viata lui Pi, și chiar a afirmat din proprie inițiativă că a fost influențat de cronica din New York Times referitor la opera lui Scliar și i-a mulțumit în Nota Autorului în romanul Viata lui Pi. Romanul a fost mai târziu selectat pentru ediția 2003 a competiției CBC Radio's Canada Reads, iar versiunea franceză a romanului a fost inclusă în echivalentul aceluiași concurs din Franța, Le combat des livres (în română Bătălia cărților) din 2004. 
Yann Martel a fost lector invitat la Institutul de Literatura comparativa a Universității Freie din Berlin în 2002 unde a predat un curs intitulat "Animalul în Literatura". A urmat un an în Saskatoon, Saskatchewan, din Septembrie 2003 la Biblioteca Publica a orașului pe post de scriitor rezident. A colaborat cu Omar Daniel, compozitor la Conservatorul Regal de Muzica din Toronto, la realizarea compoziției You Are Where You Are  (în română Ești unde ești) ce avea la bază texte scrise de Martel cuprinzând fragmente din conversații telefonice din viața de zi cu zi. 
Din 2005 până în 2007, Yann Martel a fost lector invitat la Universitatea din Saskatchewan. 
Beatrice and Virgil, al treilea roman al scriitorului, a apărut în 2010. Opera este un tratat alegoric despre Holocaust, o tentativă de a analiza această perioadă istorica nu prin viziunea mărturiilor ci prin sinteză imaginativă. Principalele personaje ale operei sunt un scriitor, un taxidermist și două animale împăiate: o maimuța roșie și un măgar. 
Începând cu 2007 până în 2011, Yann Martel a fost inițiatorul unui club de lectură "de gherilă", expediindu-i prin posta Prim-ministrului Canadian de atunci, Stephen Harper, câte o carte peste fiecare două săptămâni timp de patru ani. În total peste 100 de romane, piese, colecții de poezie, romane ilustrate și cărți pentru copii făcute cadou, fiecare însoțit de o scrisoare explicând valoarea fiecărei opere. Scopul acestui gest a fost de a sugera Prim-ministrului ca lectura nu e doar o plăcere, ci și o metodă esențiala de a cunoaște lumea înconjurătoare și a înțelege viata. În pofida acestui efort, Martel nu a primit un singur răspuns din partea lui Stephen Harper. Scrisorile au fost publicate sub forma de carte în 2012 sub titlul 101 Scrisori pentru Primul Ministru. Revista poloneză Histmag la citat pe Martel ca sursa lor de inspirație atunci când i-au donat Prim-ministrului Poloniei Donald Tusk un set de 10 cărți selectate de cititorii revistei și oferite de editurile respective. Reacția lui Donald Tusk a fost una foarte pozitivă. 
Yann Martel a fost invitat ca membru al Royal Society of Literature în 2014. A fost membru al consiliului guvernatorilor ai Bibliotecii Publice din Saskatoon din 2010 până în 2015. 
Al patrulea roman al său, The High Mountains of Portugal (în română Munții Înalți ai Portugaliei), a fost publicat pe 2 februarie 2016. Opera relatează istoria a trei personaje din Portugalia în trei perioade de timp diferite și felul fiecăruia de trăi iubirea și pierderea. Romanul a urcat în topul The New York Times Bestseller List din prima luna după publicație. 

## Opere
- 1993 - The Facts behind the Helsinki Roccamatios, Faber and Faber
- 1996 - Self, Faber and Faber
- 2001 - Life of Pi, Canongate Books
- 2004 - We ate the children last, Canongate Books
- 2010 - Beatrice and Virgil.
- 2016 - The High Mountains of Portugal. A. A. Knopf Canada, Toronto ISBN 0-345-80943-2

## Opere traduse în limba română
- Viața lui Pi, Editura Humanitas, 2004, ISBN 973-50-0698-7
- Viața lui Pi, Editura Polirom, Colectia Top 10+, 2014, ISBN 978-973-46-4789-7
- Munții Înalți ai Portugaliei, Editura Polirom, 2016, ISBN 978-973-46-6065-0

## Premii literare
- 1993 Journey Prize (Canada) - The Facts behind the Helsinki Roccamations
- 1994 French Prize - Prix 30 millions d'amis
- 1996 Chapters/Books in Canada First Novel Award (Kanada) (nominalzat) - Self
- 2001 Governor General's Literary Award für Fiktion (Kanada) (nominalizat) - Life of Pi
- 2001 Hugh Mac Lennan Premiul pentru ficțiune (Kanada) - Life of Pi
- 2002 Commonwealth Writers Prize - Cea mai buna carte (Eurasische Region) (nominalizat) - Life of Pi
- 2002 Man Booker Prize pentru ficțiune - Life of Pi
- 2003 Boeke Prize (Africa de Sud) - Life of Pi